# هاتاموتو

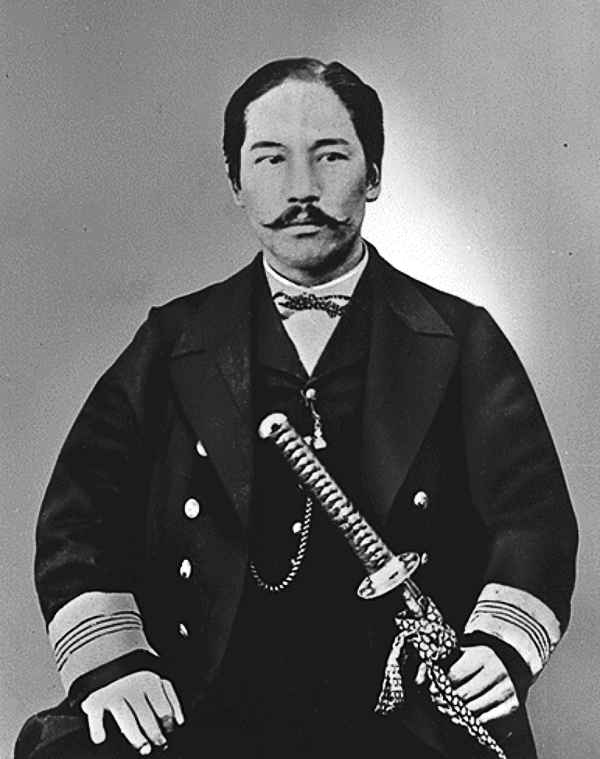
انوموتو تاکه‌آکی یک هاتاموتو در اواخر دوره ادو

هاتاموتو (به ژاپنی: 旗本 Hatamoto) به سامورایی‌ای که در خدمت مستقیم شوگون‌سالاری توکوگاوا در ژاپن بودند، گفته می‌شود. در تاریخ ژاپن سه سلسله شوگونسالاری وجود دارد که در دو شوگون‌سالاری قبلی این عنوان گوکه‌نین نامیده شده است. در دوره ادو، هاتاموتو گماشتگان بالا رتبهٔ خاندان توکوگاوا بودند.